# Tryne-Sund
Der Tryne-Sund (von norwegisch tryne ‚Schnauze‘) ist eine kurze und schmale Passage an der Küste des ostantarktischen Prinzessin-Elisabeth-Lands. Der Sund verbindet an der Nordseite der Langnes-Halbinsel die Bucht Trynevika mit dem Tryne-Fjord.
Norwegische Kartografen, die ihn auch benannten, kartierten ihn anhand von Luftaufnahmen, die bei der Lars-Christensen-Expedition 1936/37 entstanden.